# Miguel Timmermans
Miguel Timmermans (século XVII) foi um engenheiro militar neerlandês.
No contexto da segunda das Invasões holandesas do Brasil, este "engenheiro de fogo" esteve no Brasil entre 1648 e 1650, a serviço de Portugal, para "formar discípulos aptos para os trabalhos de fortificações".